# Guion de prueba automatizada
Guion de prueba automatizada es la descripción de los pasos a seguir para automatizar una prueba de una funcionalidad de una aplicación. Este guion será tomado como guía por aquella persona que programe el script para alguna herramienta de automatización.
Se describe para cada uno de esos pasos a dar, el resultado esperado, o bien las verificaciones que se deben realizar para que la prueba resulte ok o falle.

## Ejemplo
El siguiente es el guion para probar un LOGIN
1. Escribir en el campo usuario, el usuario <USER>
2. Escribir en el campo contraseña, la contraseña <PASSWORD>
3. Presionar Entrar
4. Verificar el texto "Bienvenido Usuario <USER>"